# Олександрівський масив (заказник)
Олекса́ндрівський маси́в — ботанічний заказник місцевого значення в Україні. Розташований у межах Ріпкинського району Чернігівської області, на схід/північний схід від села Ловинь. 
Площа 126 га. Статус присвоєно згідно з рішенням Чернігівського облвиконкому від 04.12.1978 року № 529; рішення Чернігівського облвиконкому від 27.12.1984 року № 454; рішення Чернігівського облвиконкому від 28.08.1989 року № 164. Перебуває у віданні ДП «Добрянське лісове господарство» (Олександрівське л-во, кв. 52, 62). 
Статус присвоєно для збереження двох частин лісового масиву, у деревостані якого переважають береза, дуб, сосна. 